# Dorfgastein
Dorfgastein – gmina w Austrii, w kraju związkowym Salzburg, w powiecie St. Johann im Pongau. Według Austriackiego Urzędu Statystycznego liczyła 1651 mieszkańców (1 stycznia 2015).